# Lux (Haute-Garonne)
Lux is een gemeente in het Franse departement Haute-Garonne (regio Occitanie) en telt 171 inwoners (1999). De plaats maakt deel uit van het arrondissement Toulouse.

## Geografie
De oppervlakte van Lux bedraagt 7,4 km², de bevolkingsdichtheid is 23,1 inwoners per km².
De onderstaande kaart toont de ligging van Lux (Haute-Garonne) met de belangrijkste infrastructuur en aangrenzende gemeenten.

## Demografie
De figuur toont het verloop van het inwonertal (bron: INSEE-tellingen).